# Волково (Санкт-Петербург)
Во́лково (фин. Antolala, фин. Sutela) — исторический район Санкт-Петербурга. Граница исторического района проходит по Обводному каналу, железной дороге на Москву, железной дороге на Финляндский железнодорожный мост, реке Волковке.
В системе современных топографических ориентиров соответствующий исторический район расположен к югу от Обводного канала и к северу от Купчино.

## Наименование
Основа топонимического ряда, сложившегося в Петербурге вокруг бывшей Волковой Деревни, включая: расположенное при ней Волковское православное кладбище, а затем и ряд иноверческих кладбищ, возникших рядом с ним впоследствии; реку Волковку (бывшую Чёрную, а в допетербургские времена Сетуй), Волково поле, а также проложенный в 1900 году Волковский проспект и открытая в том же году станция Волковская на Соединительной ветви. Последнее пополнение этот топонимический ряд получил в 2008 году, когда вблизи одноимённых железнодорожной станции и кладбища открылась станция метро «Волковская». 

## История

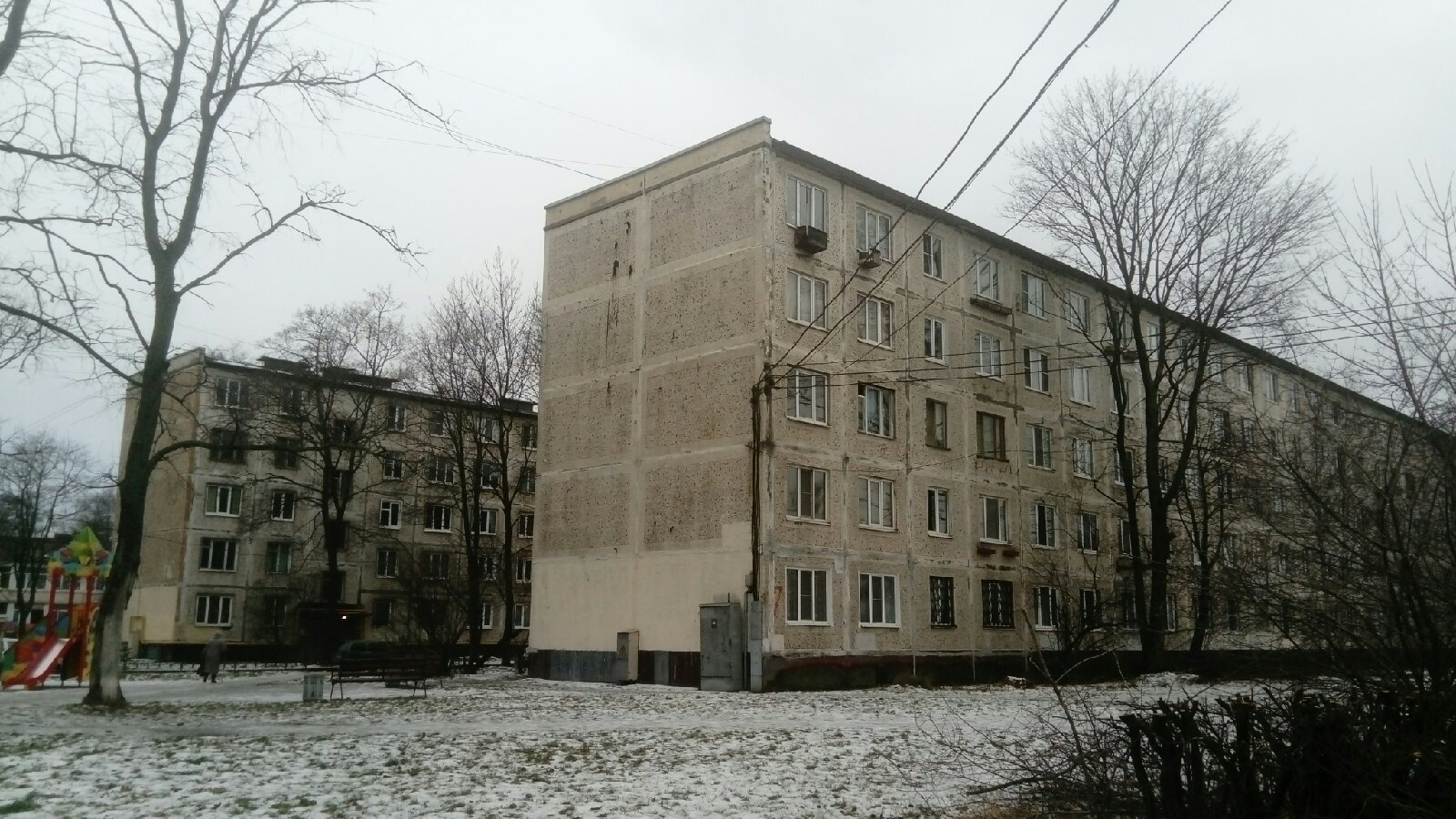
Панельные дома советской постройки на территории Волкова поля

Во́лкова Дере́вня возникла в начале XVIII века на реке, названной поселянами Чёрной, и была приписана к Александро-Невскому монастырю, близ которого эта река впадала в Неву. В XV—XVI веках, когда на этих землях находились новгородские поселения, река называлась Сетуй, однако к началу петровской эпохи это название было утрачено. К концу XVIII века название Чёрной речки дополнительно закрепилось в имени Чернорецкой слободы, возникшей в 1798 году близ лавры, а позже и в названии Чернорецкого переулка.
Редкий случай, при котором не деревня берёт своё имя по реке, а наоборот, реку переименовывают по названию деревни, возник в 1820-е годы, когда приступили к прорытию Обводного канала от Невы к Финскому заливу. Трасса канала перерезала русло реки в двух местах, и из одной реки образовалось две. Нижняя, относительно короткая часть русла, получила по имени лавры название реки Монастырки, причём по гидрографическим причинам её воды повернули вспять относительно прежнего течения Чёрной речки, то есть от Невы к каналу. Во второй, западной точке пересечения русла бывшей Чёрной речки с Обводным каналом образовалось её новое устье. Укороченную таким образом реку и переименовали по имени Волковой деревни.
В «Справочник населённых мест Санкт-Петербургской губернии» за 1864 год деревня Волково (д. крест. собств., вед. Гос. Им.) внесена за №174 с местоуказанием «по Волковской дороге близ Волкова кладбища, при речке Чёрной» и дополнительным уточнением

Деревня эта находится в черте города, в Каретной части
В «Справочнике населённых мест Санкт-Петербургской губернии» за 1913 год территориальное расположение деревни указано по четвёртому участку Александро-Невской части (новое название Каретной части с 1865 года), а юрисдикция — по Московской волости Петербургского уезда. Эта экстерриториальность видна на карте юго-западных волостей Петроградского уезда за 1916 год:

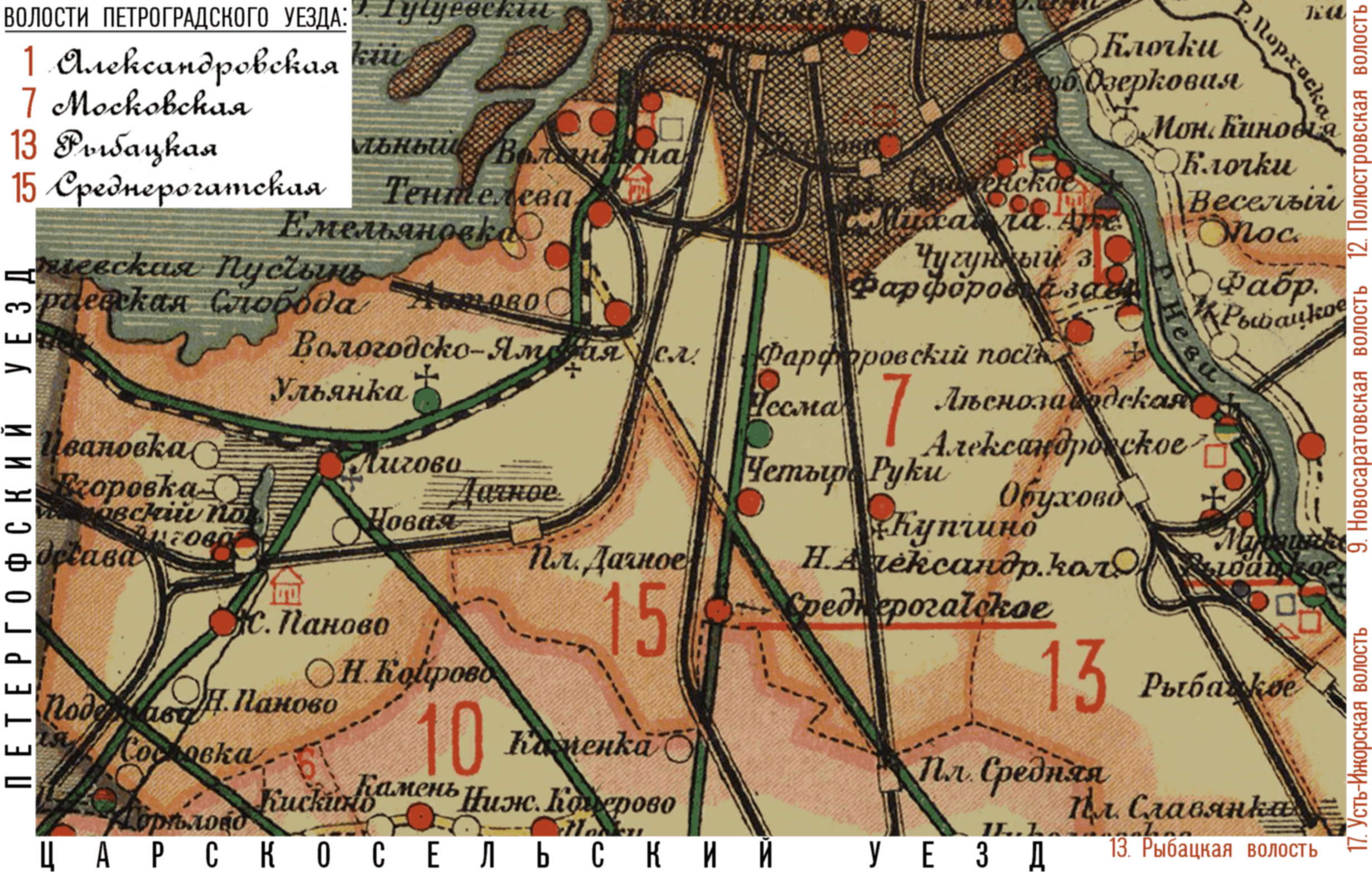
Волкова Деревня (на заштрихованном поле территории города, по линии ж.д.) и Московская волость (№7) на карте Петроградского уезда (1916)

В 1909 году Инженерное ведомство Военного министерства России предложило начальнику учебного воздухоплавательного парка генерал-майору А. М. Кованько построить пять аэропланов. Вскоре на отведенном участке в парке на Волковом поле были построены два ангара — эллинга, и 22 сентября в них разместили для достройки аэропланы.

## Достопримечательности

### Волковское лютеранское кладбище
Волковское лютеранское кладбище — участок восточнее Волковского православного кладбища, было основано во второй половине XVIII века. Исторически он состоит из пяти участков: лютеранского, старообрядческого, единоверческого и двух еврейских. В 1877 году по проекту архитектора И. Вольфа было начато строительство Лютеранской часовни Петра и Павла, которую освятили в 1879 году, разобрана в 1920-е годы.

#### Братские могилы воинов и ленинградцев (набережная Волковки, дом 7)
Братские могилы воинов и ленинградцев. Братские могилы, появившиеся в 1941-1943 годах,  в которых похоронены ленинградцы, умершие во время блокады и военнослужащие, погибшие в боях. До войны на этом месте был стадион.

### Волковская купеческая богадельня (набережная Волковки, дом 3)
Волковская купеческая богадельня или Больница детская или Диспансер кожно-венерологический. Здание из кирпича построено в 1860 году по проекту архитектора В.И. Эппингера. В 1880-1881 годах строится новый лицевой корпус богадельни по проекту архитекторов Ф.И. Габерцетель и А.И. Томишко. В советское время здесь размещалась Детская больница. Сейчас в здании находится Городской кожно-венерический диспансер.

### Станция метрополитена «Волковская»(Касимовская улица, дом 5,Волковский проспект, дом 32)
Станция метрополитена «Волковская». Наземный вестибюль построен в 2008 году по проекту архитекторов Н.В. Ромашкина-Тиманова, М.В. Павловой.

## Транспорт
На территории исторического района находится станция метро  «Волковская».